# 1752 w polityce

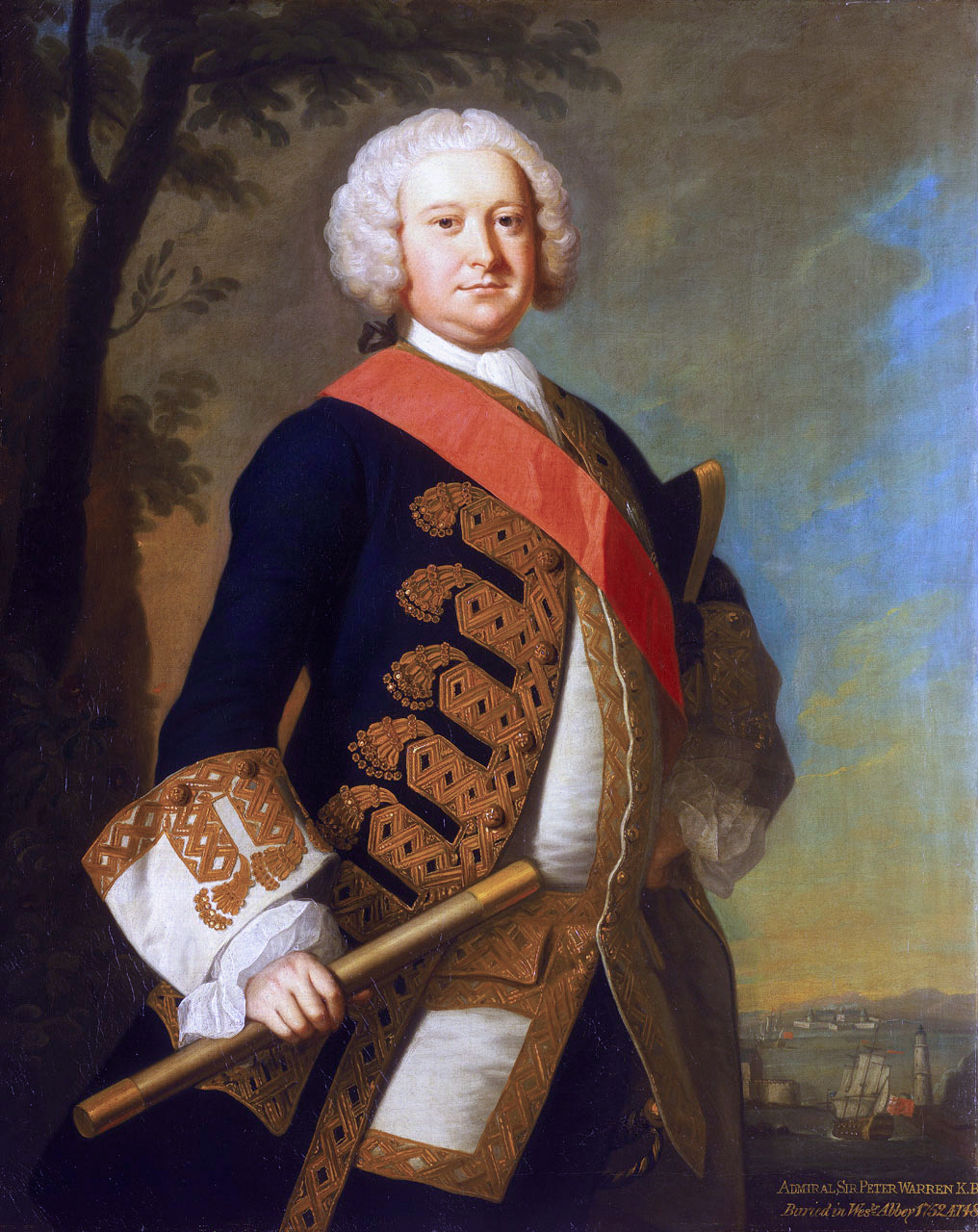
Peter Warren

Wydarzenia polityczne w 1752 roku.

## Zmarli
- 29 lipca Peter Warren, brytyjski admirał, zdobywca twierdzy Louisbourg w 1745[1].